# Глазчатая прыгунья
Глазчатая прыгунья (лат. Heterixalus alboguttatus) — вид лягушек из семейства Прыгуньи (лат. Hyperoliidae).

## Места распространения
Обитает только на Мадагаскаре, являясь его эндемиком. Вид встречается в юго-восточной низменности Мадагаскара на высоте около 800 метров над уровнем моря. Обитает в субтропических и тропических лесах, пресноводных болотах и затопляемых низинах.

## Среда обитания
Естественной средой обитания глазчатой прыгуньи являются влажные субтропические и тропические низменности леса, кустарники, межсезонно затопляемые луговые низменности, болота, пресноводные озёра и пересыхающие заводи, заливные пахотные земли, рисовые поля, непроходимые затапливаемые леса, пруды, орошаемые земли и межсезонные сельскохозяйственные угодья.

## Размножение
Икрометание и вывод головастиков происходит в различных временных и постоянных пресных водоемах, в том числе и на рисовых полях.

## Угроза исчезновения популяции
В настоящее время вид глазчатой прыгуньи находится в стабильном состоянии и пока не представляет угрозы исчезновения. Международный коммерческий спрос для домашнего содержания в террариумах незначительный, что также не отражается на природной популяции вида.

## Охранные мероприятия
В национальном парке Раномафана провинции Фианаранцуа и в заказнике «Манумбу» созданы специализированные зоны для сохранения вида лягушек в природной среде обитания.